# Nabas (Aklan)
Nabas is een gemeente in de Filipijnse provincie Aklan in het noordwesten van het eiland Panay. Bij de laatste census in 2007 had de gemeente ruim 28 duizend inwoners.

## Geografie

### Bestuurlijke indeling
Nabas is onderverdeeld in de volgende 20 barangays:
| - Alimbo-Baybay - Buenasuerte - Buenafortuna - Buenavista - Gibon - Habana - Laserna - Libertad - Magallanes - Matabana | - Nagustan - Pawa - Pinatuad - Poblacion - Rizal - Solido - Tagororoc - Toledo - Unidos - Union |

## Demografie
Nabas had bij de census van 2007 een inwoneraantal van 28.345 mensen. Dit zijn 3.331 mensen (13,3%) meer dan bij de vorige census van 2000. De gemiddelde jaarlijkse groei komt daarmee uit op 1,74%, hetgeen lager is dan het landelijk jaarlijks gemiddelde over deze periode (2,04%).